# 达卡
达卡，是孟加拉国首都，达卡专区首府。达卡坐落于恒河三角洲布里甘加河北岸，是孟加拉国最大的城市，也是南亚主要城市之一，其都会区有1200多万人口。达卡有着丰富的历史，被称为“清真寺之城”，其颇具民族风情的穆斯林纺织品非常闻名。
达卡旧称贾罕吉尔纳加尔，1608年由莫卧儿帝国总督苏贝达·伊斯兰汗建立，在17世纪是世界性的穆斯林贸易中心。然而，达卡的现代城市建设主要始于19世纪英国殖民时期，并迅速成为仅次于加尔各答的第二大城市。1947年印巴分治后，达卡成为东巴基斯坦的行政首都，并在1972年成为独立的的首都。此间的20多年，达卡经历了各种混乱，包括强制推行戒严、孟加拉国宣布独立、军事镇压、战争破坏，以及自然灾害等。
达卡是孟加拉国的政治、文化和经济中心。和最多样的经济结构。达卡仍面临着环境污染、交通堵塞、供应短缺等多方面的挑战。最近几十年来，达卡增加了许多外来人口。
這座城市在17世紀崛起，成為莫臥兒帝國的省會和商業中心。作為孟加拉平紋細布貿易的中心，它是印度次大陸最繁榮的城市之一。達卡中世紀的榮光在17世紀和18世紀達到頂峰，當時它是歐亞大陸各地商人的故鄉。穆加爾人以精心佈置的花園，清真寺，宮殿和堡壘為城市裝飾。這座城市曾經被稱為東方的威尼斯。在英國殖民治下，這座城市引進了電力，鐵路，電影院，西式大學和學院以及現代化的供水系統。 1905年後，它成為孟加拉東部和阿薩姆邦的重要行政和教育中心。 1947年，英國殖民統治結束後，它成為東巴基斯坦的行政首都。 1962年被宣佈為巴基斯坦的立法首都。 1971年，它成為獨立的的首都。憲法第5條宣布达卡為共和國首都。

## 历史

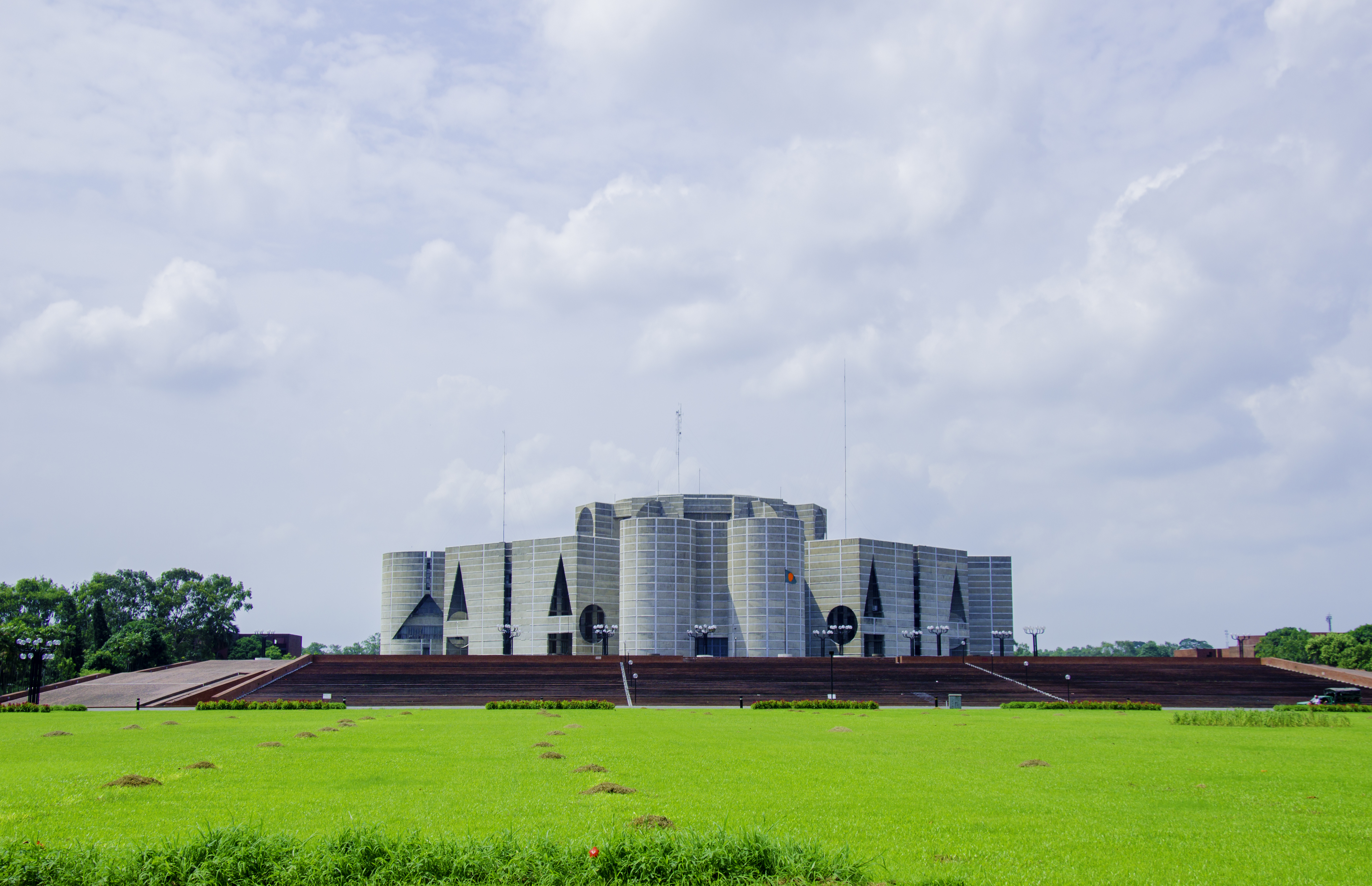
孟加拉国国民议会厅

达卡所在的区域最早成为有人定居的城市可以追溯到公元7世纪。这一地区曾被佛教王国迦摩缕波和帕拉帝国统治，直到公元9世纪时被印度森纳王朝所控制。
许多人认为该城得名于巴拉尔·森纳12世纪时在此修建的达嘎湿瓦力神庙。达卡及周边地区在那一时期被划界为“孟加拉地区”。该城由Lakshmi Bazar、Shankhari Bazar、Tanti Bazar、Patuatuli、Kumartuli、Bania Nagar和Goal Nagar等贸易中心组成。森纳王朝之后，达卡相继被德里苏丹国的突厥和阿富汗统治者统治，直到1608年莫卧儿人的到来。

## 地理及氣候
| 达卡              | 达卡     | 达卡     | 达卡     | 达卡      | 达卡       | 达卡       | 达卡       | 达卡       | 达卡       | 达卡      | 达卡     | 达卡      | 达卡         |
| 月份              | 1月      | 2月      | 3月      | 4月       | 5月        | 6月        | 7月        | 8月        | 9月        | 10月      | 11月     | 12月      | 全年         |
| ----------------- | -------- | -------- | -------- | --------- | ---------- | ---------- | ---------- | ---------- | ---------- | --------- | -------- | --------- | ------------ |
| 平均高温 °C（°F） | 26 (79)  | 30 (86)  | 34 (93)  | 36 (97)   | 35 (95)    | 34 (93)    | 33 (91)    | 33 (91)    | 33 (91)    | 32 (90)   | 30 (86)  | 27 (81)   | 32 (90)      |
| 平均低温 °C（°F） | 14 (57)  | 19 (66)  | 24 (75)  | 27 (81)   | 29 (84)    | 28 (82)    | 27 (81)    | 27 (81)    | 26 (79)    | 25 (77)   | 20 (68)  | 15 (59)   | 23 (73)      |
| 平均降水量 mm（） | 10 (0.4) | 20 (0.8) | 58 (2.3) | 140 (5.6) | 260 (10.1) | 360 (14.1) | 400 (15.8) | 320 (12.5) | 290 (11.3) | 230 (9.2) | 30 (1.2) | 7.6 (0.3) | 2,120 (83.6) |
| 来源：weather.com |          |          |          |           |            |            |            |            |            |           |          |           |              |

## 文化

### 建筑

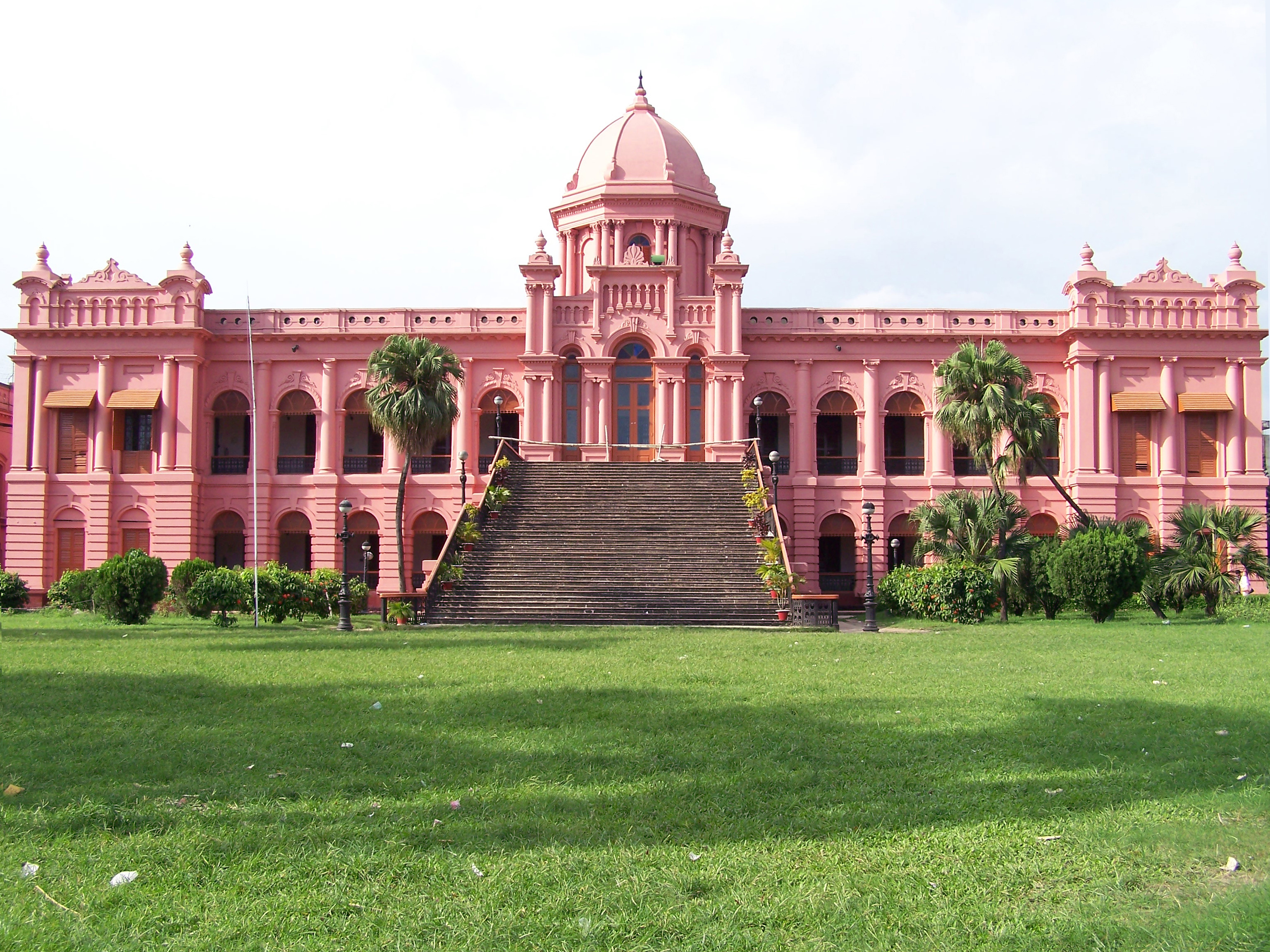
阿赫桑曼济勒，印度-撒拉逊建筑的典范

达卡拥有2000多座建于16世纪至19世纪的建筑，它们是达卡文化遗产的组成部分。例如拉尔巴格堡、阿赫桑曼济勒、星清真寺、查克清真寺、侯赛尼达兰、亚美尼亚教堂、达卡门、达蒙迪、玫瑰园宫、大驿站、小驿站、达克什瓦里寺、斯瓦米巴格神庙、时母庙、达玛拉吉卡佛寺、圣玫瑰堂和波戈斯学校。在旧达卡的达卡萨达尔加特、阿玛尼托拉和法拉什干地区，仍有许多殖民建筑。比纳特比比清真寺位于纳林达地区，建于1454年，孟加拉苏丹马哈茂德·沙阿（1435-1459）统治时期， 是该市现存的最古老的砖结构建筑。 英国统治期间建造的重要地标建筑包括旧高等法院大楼、孟加拉厅、寇松厅和米特福德医院。
建筑师路易·康备受赞誉的现代主义建筑国民议会厅，植根于孟加拉的地理和遗产，于1982年在达卡落成，成为世界上最大的立法建筑群之一，占地800,000 m2。 卡马拉普尔火车站由美国建筑师罗伯特·布希设计，是另一个建筑奇迹。独立纪念碑是这座城市的新地标，是为了纪念孟加拉国解放战争期间发生的历史事件而建造的。

## 教育

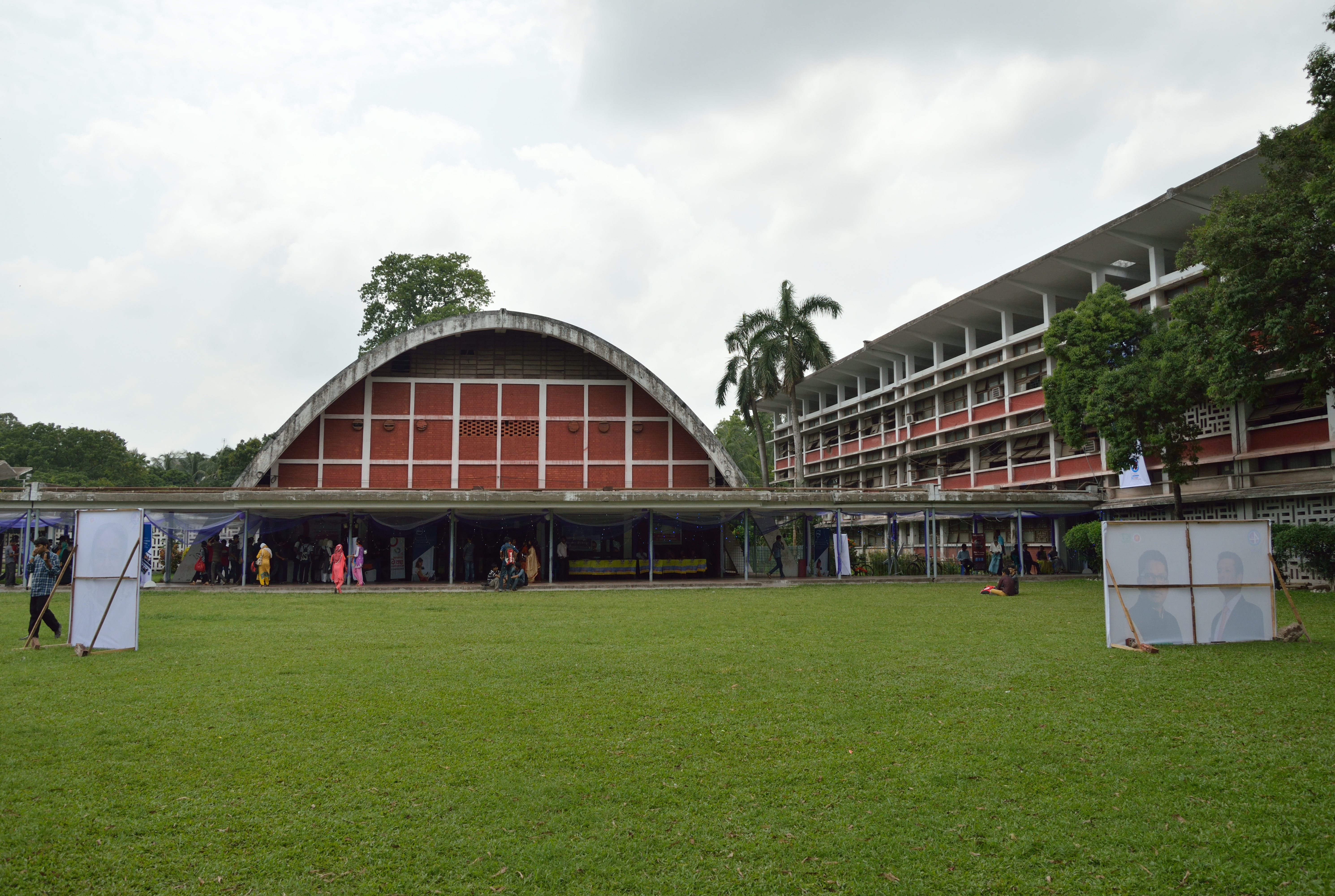
達卡大學建築

達卡的學校數量為全孟加拉之冠，大學共52所，包括該國最古老的大學達卡學院（1841年建立），而達卡大學（1921年建立）則是該國最古老的公立大學。

## 交通

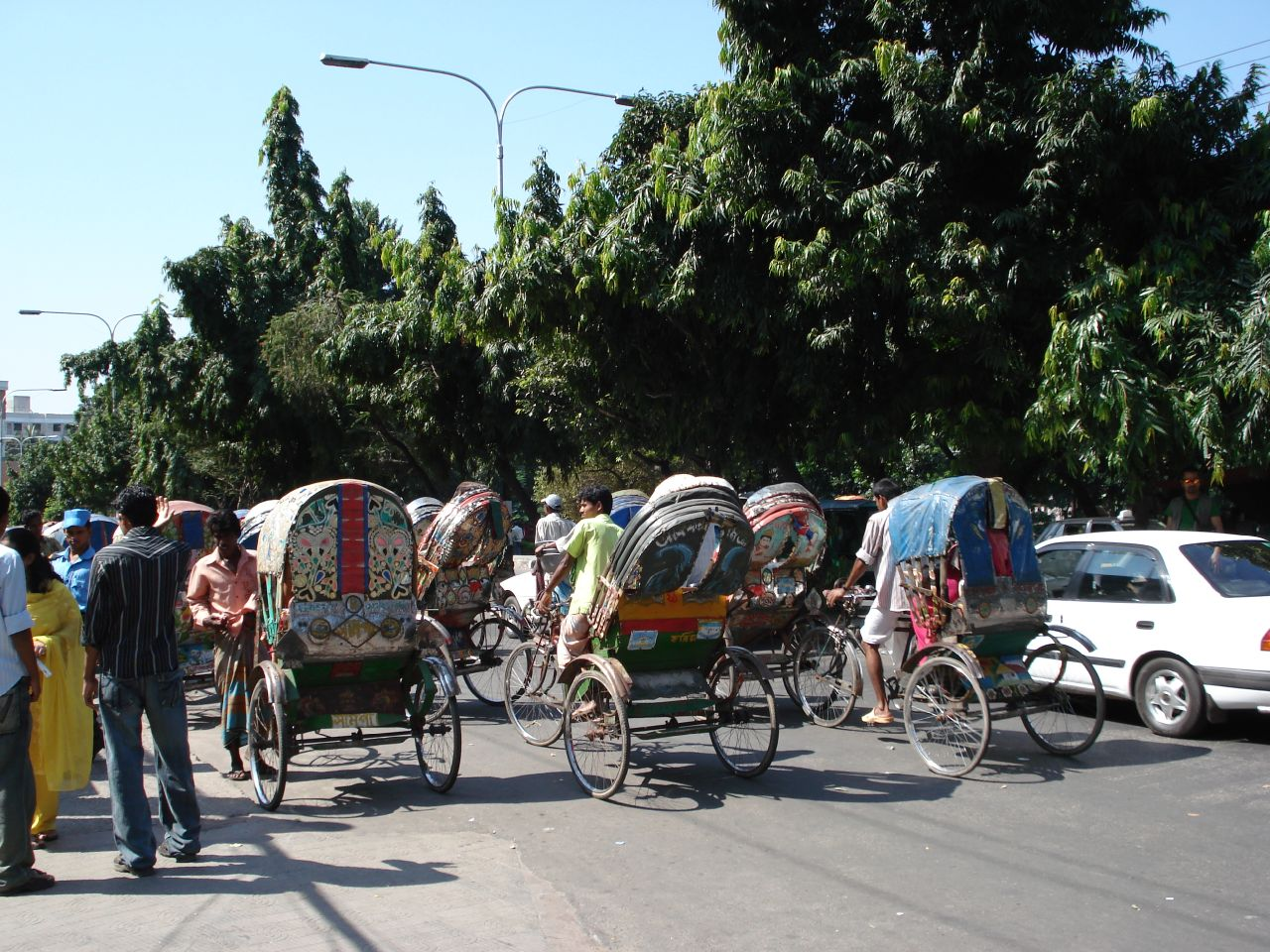
三轮车

达卡面临世界上最严重的交通拥堵。这座城市缺乏有组织的公共交通系统。三轮车和嘟嘟車是该市的主要交通方式，每天运行的人力车接近40万辆，居世界各城市首位。但是，其中只有大约85000辆人力车获得市政府的许可。相对低成本、无污染的三轮车优于私家车，后者才是达卡拥堵的主要原因。 2022年12月28日，孟加拉国首条城市轨道交通线路——达卡地铁6号线一期开通。

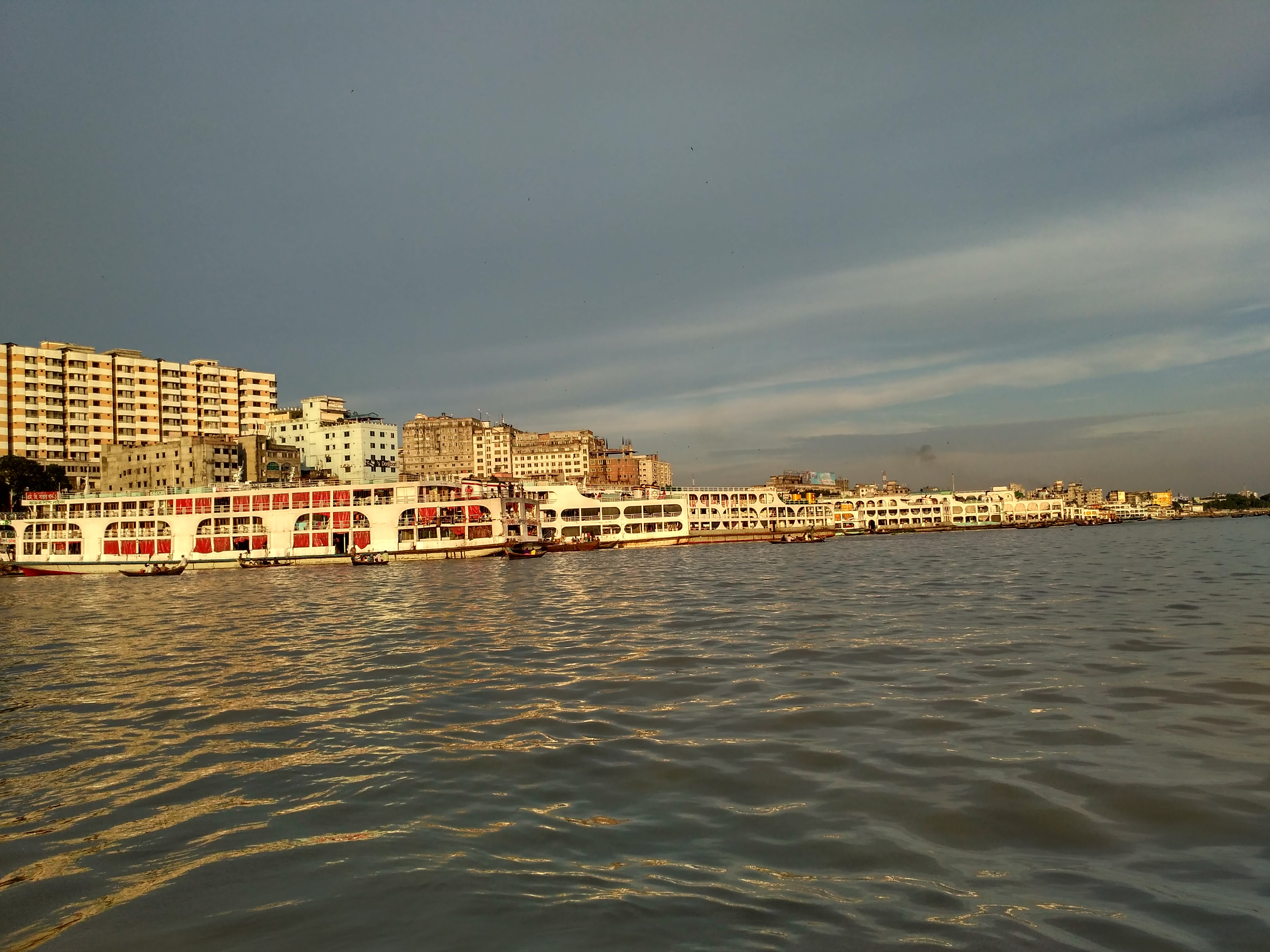
污染亟需治理的布里甘加河，是當地的重要水路。

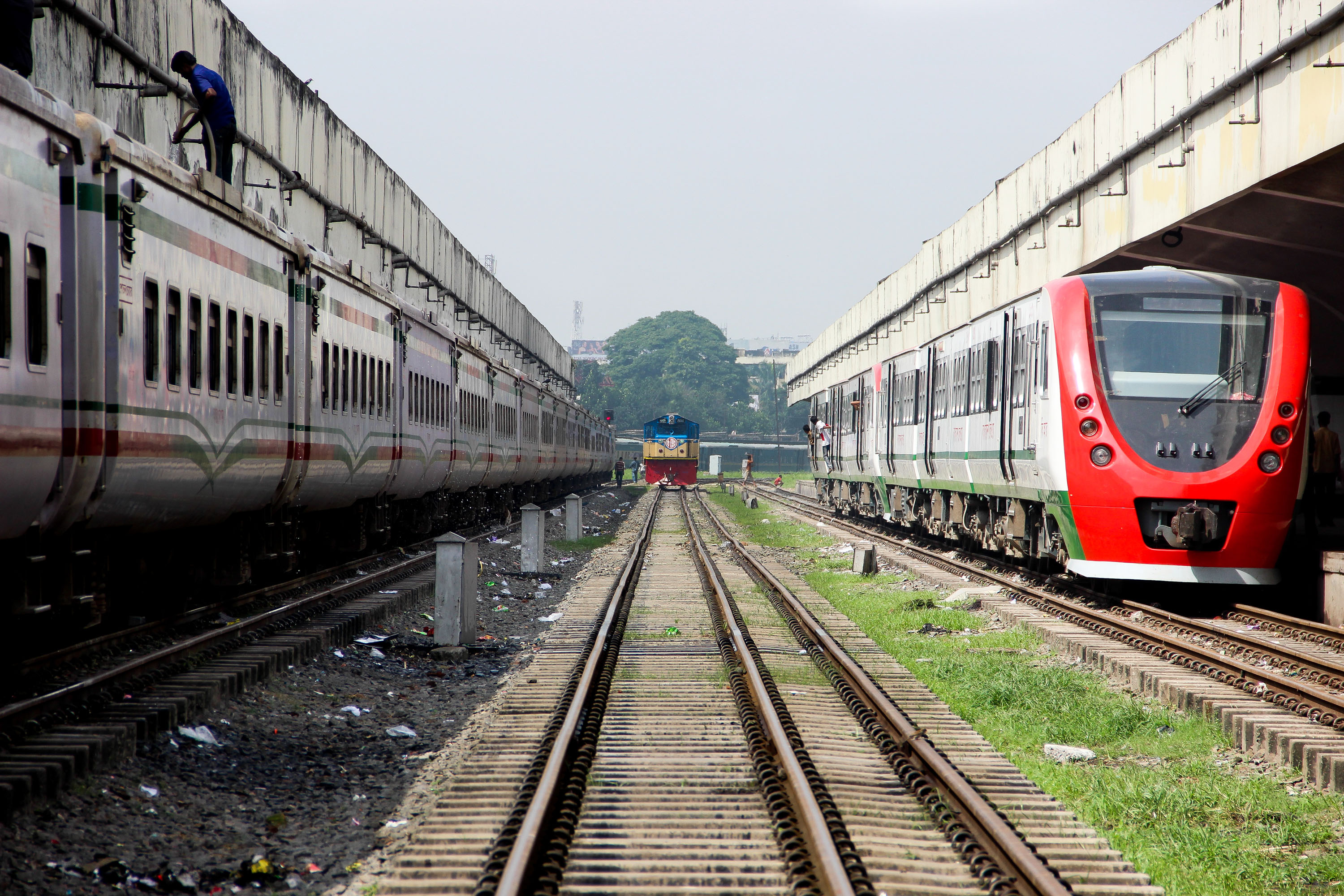
孟加拉的鐵路系統

## 外部連結
- Dhaka City Corporation
- Dhaka Stock Exchange （页面存档备份，存于）
- University of Dhaka
- American International University Bangladesh （页面存档备份，存于）
- Bangladesh University of Engineering and Technology （页面存档备份，存于）
- Virtual Bangladesh （页面存档备份，存于）
- Dhaka at BangladeshOnline （页面存档备份，存于）

## 延伸閱讀
- Pryer, Jane. . Ashgate Publishing. 2003. ISBN 978-0-7546-1864-5.
- Rabbani, Golam, , University Press,Dhaka, 1997, ISBN 9840513745
- Ahmed, Sharifuddin. . The Asiatic Society,Dhaka, 1991. ISBN 984-512-335-0.
- Sarkar, Sir Jadunath. . Dhaka, 1948.
- Taifoor, S.M. . Dhaka, 1956.

- Karim, Abdul. . Rajshahi, 1992.